# Bad Boy Records
Bad Boy Records (também conhecida como Bad Boy Entertainment) é uma gravadora americana fundada em 1993 por Sean Combs. Funciona como uma marca da Epic Records, uma divisão da Sony Music Entertainment. Seu artista mais famoso foi The Notorious B.I.G. nos anos 90.

## História

### 1993 - 1995: Começo e Sucesso
Após não conseguir se tornar um executivo de A&R na Uptown Records. Sean Combs foi demitido em 1993. Combs logo fundou a Bad Boy Records no mesmo ano. O primeiro lançamento da gravadora foi "Flava in Ya Ear" de Craig Mack, seguido rapidamente pelo álbum de estreia de Mack, "Project Funk da World" em 1994. Depois desses lançamentos vieram "Juicy" e Ready to Die, o single principal e álbum de estreia de The Notorious B.I.G., lançado no mesmo ano. Enquanto o álbum de Mack foi certificado com disco de ouro, Ready to Die dominou todas as paradas e foi certificado com disco de platina dupla pela (RIAA) até o final do ano. Com isso Biggie se tornou um dos maiores nomes do Hip Hop e a principal estrela da Bad Boy. Em 1995, a gravadora continuou seu sucesso com o lançamento do primeiro álbum do grupo Total e da cantora Faith Evans, ambos sendo certificados com disco de platina na época pela (RIAA). A gravadora estava no seu auge, lançando um sucesso atrás do outro.

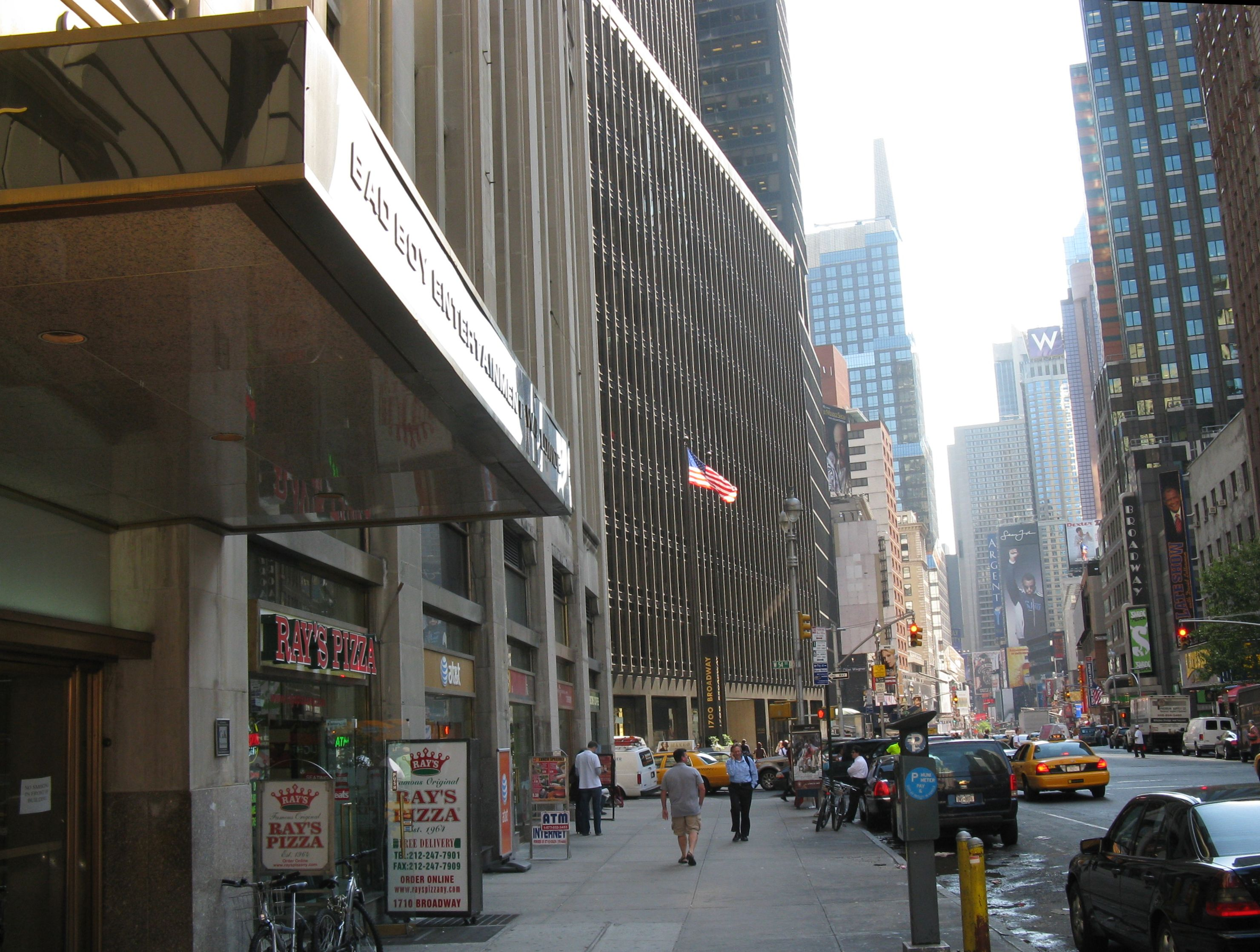
Edifício da Bad Boy Records, na região central de Nova Iorque nos Estados Unidos.